# 호드리구 바사니 다 크루스
호드리구 바사니 다 크루스(포르투갈어: Rodrigo Bassani da Cruz, 1997년 10월 27일~)는 브라질의 축구 선수이다. 포지션은 미드필더이다. 현재 부천 FC 1995 소속이다.